# Xã Casnovia, Michigan
Xã Casnovia (tiếng Anh: Casnovia Township) là một xã thuộc quận Muskegon, tiểu bang Michigan, Hoa Kỳ. Năm 2010, dân số của xã này là 2.805 người.